# Rasmus Rask
Rasmus Christian Rask (født 22. november 1787 i Brændekilde på Fyn, død 14. november 1832 i København) var en dansk lingvist. Han skrev adskillige grammatikker og arbejdede med sammenlignende fonologi og morfologi. Han tog på forskerrejse til Island og udgav den første islandske grammatik. Rasmus Rask foretog også en, efter datidens målestok, storstilet rejse gennem Rusland til Indien for at studere og sammenligne sprog. Kort tid før sin død blev han ansat  ved Københavns Universitet som professor i østerlandske sprog.
Rasmus Rask er særlig kendt for tidligt at have formuleret, hvad der senere kom til at hedde Grimms Lov. Rasmus Rask er begravet på Assistens Kirkegård i København

## Barndom
Rasmus Rask var søn af skrædder Niels Hansen Rasch (1749-1810). Faderen skal have været en begavet og for sin stand ualmindelig belæst mand, der blandt andet gav sig en del af med lægekunsten og havde stort ry for sine heldige kure som "klog mand"; han ejede en ret god bogsamling, navnlig af historiske arbejder (f.eks. Arild Huitfeldt). Han var gift tre gange; Rasks mor var hans anden hustru, Birthe Rasmusdatter (død 6. august 1801, 47 år gammel). Rasmus Rask var ved sin fødsel meget lille og skrøbelig og vedblev som barn at være svagelig, så at faderen, da de tre andre i dette ægteskab fødte børn døde, skal have klaget over, at Vorherre kun lod ham beholde det, der ikke duede noget. Men det skulle snart vise sig, også for ham selv, hvor overilet denne dom var, og at der i sønnens svagelige legeme boede en ganske usædvanlig ånd. Faderen læste selv med ham; nogen undervisning fik han også af sognepræsten P. Jacobsen, efter at man var blevet opmærksom på hans begavelse; selv læste han endelig flittigt i faderens bogsamling. Det blev så besluttet, at han skulle gå den studerende vej, og i juni 1801 blev han optaget på Odense Latinskole. Der foreligger fra hans skoletid en række vidnesbyrd om den interesse, den lille vævre landsbydreng vakte hos sine lærere – blandt hvilke der var flere fremragende mænd – ved sin flid, sit hurtige nemme, sin sikre hukommelse, sin fine iagttagelsesevne og sine skarpsindige bemærkninger, om den hurtige fremgang, han gjorde, og om den vækkende indflydelse han udøvede på meddisciple, bl.a. N. M. Petersen. Tidlig førte hans trang til kundskaber og klarhed ham langt ud over skolens fordringer. Fra først af ledet af sin interesse for historie og særlig for Nordens oldtid begyndte han i foråret 1804 på egen hånd at studere islandsk efter folioudgaven af Heimskringla, som han lånte af en af lærerne, men året efter havde den store glæde selv at modtage som flidsbelønning. Uden andet hjælpemiddel end den ledsagende danske oversættelse uddrog han af teksten selv sprogets ord og former og udarbejdede sig på grundlag heraf efterhånden både en ordbog og en hel grammatik. Det er tydeligt, at allerede nu den sproglige side efterhånden fanger ham endnu mere end den historiske. Fra islandsk føres han videre til andre sprog såsom gotisk og angelsaksisk. Et spørgsmål, der også allerede da interesserede ham i høj grad, var den danske retskrivning, navnlig efter fremkomsten af hans lærer S.N.J. Blochs retskrivningslære (1805), og han udarbejdede selv et system med udtalen som nærmeste rettesnor. I forbindelse hermed står det, at han fra denne tid af forandrede skrivemåden af sit fædrene navn Rasch til Rask.

## Student i København
I efteråret 1807 blev han dimitteret fra skolen og drog nu til København. Hans faders tanke havde været, at han skulle tage teologisk eksamen og blive præst; men skønt han flere gange var på vej dertil, opgav han dog efterhånden enhver tanke herom og tog overhovedet aldrig nogen afsluttende eksamen. Grunden hertil lå dels i en allerede i skoletiden vakt stærk kritik og tvivl lige over for alle religiøse dogmer, dels i at de sproglige studier efterhånden ganske optog ham. Disse drev han nu med utrættelig iver og i stadig voksende omfang, skønt han navnlig i de første år måtte kæmpe med yderst trange kår og aldeles ingen understøttelse havde fra sit hjem. En trofast støtte fandt han hos sin landsmand i snævrere betydning professor Rasmus Nyerup. Dennes opmærksomhed for den unge student vaktes på grund af hans sjældne kundskaber i islandsk, hvoraf Nyerup straks drog væsentlig nytte ved den oversættelse af Snorres Edda, han udgav 1808; han skaffede ham friplads på Regensen og allerede 1808 en (ulønnet) ansættelse som volontør ved Universitetsbiblioteket. Ellers måtte Rask efterhånden tjene sit brød ved kedelige og slet betalte informationer (især i regning).

## Sprogvidenskabsmand
I 1811 udkom hans første selvstændige arbejde, Vejledning til det islandske eller gamle nordiske Sprog, et arbejde, hvortil han allerede havde lagt grunden i sin skoletid, og som åbner en ny æra i den nordiske sprogvidenskab. I en udførlig fortale udvikler han vigtigheden af studiet af islandsk, som han anser for identisk med oldnordisk, og meddeler bemærkninger om de nordiske sprogs historie og deres forhold til tysk. Han tænkte også noget på at udgive den islandske ordbog, som han i sin skoletid havde anlagt; men det blev ikke til noget, da Den Arnamagnæanske Kommission havde bestemt sig til at udgive den af Björn Halldórsson efterladte ordbog, i hvis endelige bearbejdelse Rask da også tog nogen del (udkom 1814). Islandsk vedblev overhovedet i disse år at udgøre midtpunktet for hans studier; ved stadig omgang med islandske venner, især Árni Helgason og den senere amtmand Bjarni Thorsteinsson, i København opnåede han allerede da en betydelig færdighed i at tale dette sprog. Men ved siden deraf gav han sig af med mange andre sprog, i det han på den ene side tog sig for at udarbejde grammatiske oversigter over hvert af dem, på grundlag af det ham egne system og med anvendelse af danske kunstord, på den anden Side at undersøge deres mulige slægtskabsforhold indbyrdes og særlig til islandsk.

### Sverigesrejsen
I foråret 1812 foretog han sammen med Nyerup med offentlig understøttelse en rejse til Sverige, dels vistnok for at virke for islandsken, dels for, foruden svensk, at studere finsk og samisk, som han formodede kunne have haft betydning for sprogudviklingen i Norden; vi ved nu, at de to videnskabsmænd tillige havde det hverv at virke i det politiske efterretningsvæsens tjeneste. Nyerup skulle efter instruksen navnlig holde øje med Rigsdagen i Ørebro; "i Stockholm etablerer han Studenten med den islandske Grammatica for at have en Mand til at sanke Nyheder og opkøbe alle udkommende politiske Skrifter". Hvorledes Rask har opfyldt denne del af missionen, vides ikke; han har sikkert taget den videnskabelige side alvorligere. I Stockholm arbejdede han ivrig på at lære svensk og læste desuden finsk med den finskfødte digter Frans Michael Franzén. Hjemrejsen foregik i juni over Oslo. Under sin fraværelse var han bleven udnævnt til amanuensis ved Universitetsbiblioteket med en gage af 100 rigsdaler årlig.

### Prisopgave og Islandsrejse
Imidlertid havde Videnskabernes Selskab udsat en prisopgave, der gik ud på "at oplyse, af hvilken kilde det gamle nordiske sprog sikrest kan udledes," og "at bestemme de Grundsætninger, hvorpå al Udledelse og Sammenligning i disse (de nordiske og germanske) Tungemål bør bygges". Denne opgave var som skabt for Rask, og han tog straks fat på at besvare den. Efter først at have indsendt nogle prøver, der vandt bifald, udarbejdede han hovedparten af sin prisafhandling fra sommeren 1812 til sommeren 1813, men fik den først afsluttet under sit følgende ophold på Island.
At besøge dette land havde længe været hans ønske. Nu tilbød en islandsk købmand i København ham fri rejse med et af sine skibe, og desuden opnåede han nogen anden understøttelse, dels privat, dels offentlig. I sommeren 1813 sejlede han da til Reykjavik og tilbragte nu to år på Island, idet han efterhånden berejste de forskellige dele af landet og således ikke blot gjorde bekendtskab med alle de i historisk henseende betydningsfulde steder, men også til fuldkommenhed tilegnede sig sproget, som han talte og skrev omtrent som en indfødt. I efteråret 1815 vendte han hjem over Leith i Skotland, hvor han opholdt sig i nogle uger; herfra besøgte han næsten daglig Edinburgh, hvor han gjorde forskellige litterære bekendtskaber.
Under sin fraværelse var han 1814 blevet udnævnt til underbibliotekar ved Universitetsbiblioteket med en årlig løn på 200 rigsdaler. Samme år havde han til Videnskabernes Selskab indsendt sin prisafhandling, der det følgende år vandt selskabets guldmedalje. I trykken udkom dette mærkelige arbejde (Undersøgelse om det gamle nordiske ell. islandske Sprogs Oprindelse) dog først 1818, længe efter at Rask allerede havde tiltrådt sin store rejse. Det mest fremtrædende i dette arbejde er den deri anvendte nye metode, hvis principper nærmere udvikles i bogens første hoveddel: at man ved sprogsammenligninger ikke, som man hidtil havde gjort, måtte nøjes med ordligheder, men at hovedvægten må lægges på den grammatiske bygning. Dette princip anvender han da, idet han, efter først at have undersøgt forholdet mellem de nordiske og de øvrige "gotiske" sprog, går videre for at finde "kilden" til disse. Efter at have dvælet ved forskellige sprog, i hvilke denne umulig kan findes (grønlandsk, finsk o. a.), gennemgår han de slaviske og baltiske sprog og viser, at de må være udgået selvstændig fra samme kilde som de gotiske sprog; endelig viser han i den sidste halvdel af bogen, at græsk er det sprog, der står den tabte kilde – som han temmelig vilkårlig benævner det gamle "thrakiske"—nærmest og for så vidt kan betragtes som roden til de andre sprog, blandt hvilke latin atter står græsk nærmest. Desværre er kun dette sidste afsnit oversat til tysk (Über die thrakische Sprachclasse, i J.S. Vaters Vergleichungstafeln der europ. Stammsprachen, 1822) og derved gjort mere tilgængeligt for den almene videnskab. Ved de indiske og persiske sprog må Rask standse, skønt han ikke finder det usandsynligt, at vi her atter kunde have roden til de "thrakiske" sprog, når den blot ikke "var skjult for dybt under Jorden".

## Den store forskningsrejse
At få lejlighed til selv ved en større rejse at undersøge kilden til de nordiske sprog nærmere blev da Rasks næste store opgave. I efteråret 1816 lykkedes det ham at opnå de nødvendige midler til at tiltræde den påtænkte rejse, hvis mål oprindelig synes at have været gennem Sverige og Finland at gå til Sydrusland for at undersøge, "hvad Levninger der muligvis måtte befindes af vore Forfædre eller i det mindste af de senere Goter"; men dette mål viste sig senere naturligvis ganske illusorisk, og planen blev da også efterhånden betydelig forandret og udvidet.
De midler, han foreløbig havde at regne på, var en privat understøttelse af gehejmeråd Bülow til Sanderumgaard på 2000 rigsdaler, fordelt på to år, og en understøttelse af universitetsdirektionen på 200 rigsdaler, ligeledes i to år. Det lykkedes imidlertid hans utrættelige talsmand professor P.E. Müller i de følgende år efterhånden at skaffe ham en stigende understøttelse, særlig af kongens kasse, om end ikke rigeligere, end at han ofte på sin rejse havde store pekuniære vanskeligheder at kæmpe med. Vore kilder til kundskab om hans rejse er dels den endnu bevarede dagbog, som han begyndte at føre ved sin afrejse fra København, dels hans til tider ret udførlige breve til hjemmet (Nyerup, P.E. Muller, hans ven og kommissionær urtekræmmer Larsen o. a.), af hvilke de vigtigste er trykt.
25. oktober 1816 gik Rask om bord på en galease fra Kalmar. Efter undervejs at have opholdt sig nogle dage i denne by og senere var blevet forsinket på grund af pasvanskeligheder ankom han i slutningen af november til Stockholm, hvor han så opholdt sig i ca. 1 1/4 år, fuldt optagen af arbejde. Ved siden af spredte studier som forberedelse til den videre rejse var det navnlig islandsk og angelsaksisk, hvormed han syslede. Han søgte med stor iver at vække interesse for islandsk, dels ved privat at undervise forskellige deri, bl.a. sin ven A.A. Afzelius, hos hvem han boede, dels ved at holde forelæsninger derover, hvilke dog ikke slog an. Nærmest til brug ved disse udgav han en islandsk læsebog (Sýnishorn); sammen med Afzelius, dog således at hele arbejdet i virkeligheden er Rasks, udgav han både Snorres og Sæmunds Edda; end videre offentliggjorde han her på dansk sin vigtige Angelsaxisk Sproglære (1817; oversat på engelsk af Thorpe med forbedringer af forfatteren 1830), ved hvilken han i virkeligheden grundlægger det videnskabelige studium af dette sprog, og endelig en i høj grad forandret og forbedret svensk bearbejdelse af sin Vejledning fra 1811: Anvisning till Isländskan. Den omstændighed, at Rask udgav Eddaerne i Stockholm og ikke i København, og endnu mere et rygte om, at man ønskede at beholde ham der, hvad han i virkeligheden synes at have været stærkt fristet til at gå ind på, vakte for øvrigt en forbigående misstemning hos nogle af hans venner hjemme, navnlig P.E. Müller, og fremkaldte en ret skarp brevveksling mellem sidstnævnte og Rask, som dog fuldstændig kunne forsvare sig.

### Fra Finland til Persien
Efter at Rask i januar 1818 havde modtaget meddelelse om den ham af kongens kasse tilståede rejseunderstøttelse og om, at der samtidig var tillagt ham titel af professor, kunne han nu tænke på fortsættelse af sin rejse, og i februar forlod han Stockholm. Over Grisslehamn og Åland rejste han under store besværligheder i isbåd over til Finland og kom til den daværende universitetsby Åbo. Han tog øjeblikkelig med iver fat på studiet af finsk, hvori han fik undervisning af lektor G. Renvall, og tilbragte så omkring tre uger her, i livligt samkvem med finske videnskabsmænd, hvis interesse for finsk sprog og folkedigtning han forstod yderligere at anspore. Derfra rejste han gennem rent finsktalende egne over Tavastehus og Vilmanstrand til Vyborg. Med sorg skiltes han fra Finland og kom til St. Petersborg, hvor han så tilbragte 1 1/4 år. Hvad der her sysselsatte ham, var først og fremmest studiet af russisk, hvori han navnlig fik undervisning af en ung russisk videnskabsmand, L.N. Lobojko, hvem han til gengæld underviste i dansk og knyttede venskab med. Ved siden af studerede han sanskrit og med forskellige indfødte lærere armensk, arabisk, persisk og andre orientalske sprog.
Han knyttede tillige en række forbindelser med videnskabsmænd og var stadig gæst hos rigskansleren grev Rumjentsov. En blivende videnskabelig frugt af denne forbindelse var, at Rask, der selv levende havde følt savnet af en finsk ordbog og med stor interesse på biblioteket i Åbo havde gjort sig bekendt med nogle der opbevarede håndskrevne leksikalske arbejder, fik rigskansleren til at bekoste udarbejdelsen og udgivelsen af en sådan ordbog, der på Rasks forslag overdroges ovennævnte Renvall. Den udkom 1826 med forklaringer på tysk og latin. I denne ordbog anvendtes for første gang en række nye kasusnavne, som Rask havde skabt, der senere har vundet almindelig hævd (illativ, inessiv osv.). Større arbejder havde Rask for øvrigt ikke lejlighed til at skrive under sit ophold i Skt. Petersborg, men vel forskellige mindre afhandlinger, f.eks. en meget vigtig om de finske folk og sprog og deres klassifikation. Hvad der tog en del af hans tid og kræfter, var en plan til at fremme kendskabet til den nordiske litteratur og den direkte litterære forbindelse mellem Norden og Rusland, som han iværksatte af harme over det tyske væsens og tyske anskuelsers overmagt i Skt. Petersborg. Planen førte dog ikke til noget nævneværdigt resultat.
I Skt. Petersborg opstod der hos ham tvivl om de videre rejseplaner; men på P.E. Müllers forslag, og efter at han havde fået tilsagn om en forøgelse af sin rejseunderstøttelse for de følgende år, blev det besluttet, at han skulle fortsætte rejsen til Kaukasus og derfra gennem Persien nå til Indien. I juni 1819 forlod han da Skt. Petersborg og rejste til Moskva, derfra i sydøstlig retning til Astrakhan, hvor han opholdt sig indtil 1. oktober for at benytte den rigelige lejlighed, der her bød sig til praktisk studium af forskellige sprog, navnlig persisk, og kom så til Mosdok ved Terek. I de øde egne, han her under mangfoldige besværligheder gennemrejste, fandtes naturligvis intet spor af minder om nordboer eller goter, kun hist og her kalmukker, tatarer og andre tyrkiske folk. Han rejste så over Kaukasus til Tbilisi, hvor han opholdt sig i fire måneder; drog derfra med en tatarisk karavane til den persiske by Tabriz, som han nåede i marts 1820, og derpå videre gennem Persien over Teheran, Ispahan, ruinerne af Persepolis, og Shirâz til havnebyen Bushehr. På den sidste del af denne rejse – af hvilken han ikke havde andet udbytte end at lære mere persisk – var han flere gange syg som følge dels af den voldsomme hede, dels måske også af et hestespark. I august gik han i Bushehr om bord på et engelsk skib, hvormed han en måned senere ankom til Bombay.

### Indien
I Bombay blev Rask overordentlig vel modtaget af det engelske selskab, og navnlig viste guvernøren, den lærde Mountstuart Elphinstone, ham stor velvilje. Særlig var det vigtigt for Rask at komme i forbindelse med parserne for at sætte sig ind i deres gamle, selv af præsterne næsten glemte, hellige sprog zend og pehlevi. Det lykkedes ham med store anstrengelser at erhverve en sjælden samling af håndskrifter i disse to sprog, hvortil regeringen havde anvist ham en særlig sum. En samling der nu befinder sig på Det Kongelige Bibliotek.
Med afrejsen fra Bombay i november 1820 begynder en lang lidelsestid for ham, hvor han plages af bylder og feber og tillige af vrangforestillinger om forfølgelser, hvilket gjorde at han ofte måtte afholde sig fra alt arbejde i ugevis. Over Gwalior, Benares osv. rejste han til Calcutta (maj 1821), derfra til Madras, hvor han opholdt sig nogle måneder og atter kom til kræfter; her afsluttede han en vigtig afhandling på engelsk om zendsproget samt studerede tamilsk og andre dravidiske ("malabariske") sprog, hvilke han for første gang erkendte som en særlig stamme, grundforskellig fra sanskrit; så over Trankebar til Colombo på Ceylon (november 1821). Her i den sydlige buddhismes hovedsæde var det dels buddhisternes hellige sprog pali, dels singalesisk og det gamle sprog elu, han syslede med, og han erhvervede her en sjælden skat af håndskrifter på palmeblade i disse sprog.
Tiltagende sygelighed nødte ham imidlertid til at tænke på hjemrejsen, og 30. marts 1822 afsejlede han med et engelsk skib; men seks dage efter led det skibbrud på sydkysten af Ceylon, hvorved Rask vel reddede livet og sine orientalske håndskrifter, men mistede en del bøger og penge. Over land måtte han så vende tilbage til Colombo. Han var nu efterhånden kommen i den største pengeforlegenhed; han havde i lang tid ikke modtaget og kunne ikke vente nogen pengebeløb hjemme fra og stod blottet for det nødvendige i det fjerne land. Noget have vistnok frimurerne i Colombo støttet ham, idet han, allerede under sit første ophold her havde ladet sig optage i en derværende hollandsk loge. Men ellers havde han nu ikke anden udvej end at henvende sig til det danske guvernement i Trankebar og anmode om en understøttelse af den kongelige kasse, hvilken han også modtog (2000 rupier). Efter at have opholdt sig endnu omkring fire måneder i Colombo for at vente på skibslejlighed – en tid, som han benyttede til fortsatte studier og til bl.a. at lade trykke på sin Singalesisk Skriftlære på dansk, der indeholder hans system til gengivelse af de indiske alfabeter med latinske bogstaver – måtte han over Trankebar sejle til Calcutta, og efter at have modtaget en fornyet understøttelse til hjemrejsen af det danske regeringsråd i Frederiksnagore (2500 rupier) kunne han endelig 1. december 1822 i Calcutta gå om bord på et dansk skib, og 5. maj 1823 ankom han til København efter 6 l/2 års fraværelse. Som et vederlag for de af de kongelige kasser i Indien modtagne understøttelser afgav han efter sin hjemkomst til Det Kongelige Bibliotek en sjælden og fortrinlig samling af 50 håndskrifter dels på pali, dels på singalesisk.

### Tiden efter hjemkomsten
På sin lange rejse havde Rask erhvervet sig et måske enestående fond af kundskaber i en mængde yderst forskellige orientalske sprog, uden at han derfor havde forsømt de europæiske, både gamle og nye, med hvilke han "for tidsfordriv" jævnlig havde beskæftiget sig. Med spænding imødeså verden resultaterne af hans rejse; så meget større var skuffelsen hos alle, da det første arbejde, han udgav efter sin hjemkomst, var en Spansk Sproglære (1824). Selvom Rask rastløst vedblev at arbejde med utallige projekter i de tilbageværende år af sit liv har rejsen kun afsat forsvindende få spor i hans omfattende produktion, der nærmest fremtræder som en fortsættelse af hans første ungdoms planer og arbejder, blot med større modenhed og sikkerhed.
Rask havde efter eget udsagn fået "lede til alt det asiatiske". Grunden dertil kan dels have ligget i mindet om alt ubehagelige det, han havde gennemgået på sin rejse, og som han senere kun ugerne synes at have dvælet ved, dels muligvis også i det ejendommelig springende og spredte i hans karakter, der, som han selv undertiden klagede over, ofte tvang ham til at opgive et arbejde for at tage fat på et helt andet og nu også førte ham ind på emner, på hvilke han lagde endnu større vægt end på det asiatiske, dels endelig i den mangel på virkelig opmuntring og støtte, han fandt herhjemme. Vel fik han i efteråret 1823 bevilget en offentlig understøttelse af 400 rigsdaler årlig i tre år og senere også udsigt til en belønning af 200-300 rigsdaler, hvis han udgav en interessant afhandling vedrørende den asiatiske litteratur; men ellers var han ved siden af sin ringe løn som underbibliotekar henvist til at leve af almindelig sprogundervisning, navnlig i engelsk. Efter at han i 1825 havde afslået en stilling i Edinburgh som bibliotekar ved advokaternes bibliotek, blev han vel ansat ved universitetet som ekstraordinær professor i litteraturhistorie med særligt henblik på den asiatiske litteratur; men dels var det ikke dette, han ønskede, dels pålagde denne ansættelse ham blot den pligt at holde forelæsninger, men var ikke forbundet med ringeste tillæg i løn undtagen bibeholdelsen af de ovennævnte 400 rigsdaler.
I 1826 blev professoratet i orientalske sprog ledigt ved J.L. Rasmussens død, og Rask håbede nu at blive hans efterfølger; men atter blev han skuffet, i det omstændighederne krævede, at pladsen henstod ubesat i flere år. Endelig, efter at han i 1829 først var forfremmet til bibliotekar ved universitetsbiblioteket, nærmede opfyldelsen af hans ønske sig dog, hvad der atter vakte hans interesse for det orientalske, og i december 1831 modtog han udnævnelse til ekstraordinær professor i de orientalske sprog; men da var han allerede så svag, at han med god grund udbrød: "Jeg frygter, det er for silde".
Som umiddelbare frugter af rejsen fortjener blandt de arbejder, han selv udgav efter sin hjemkomst, kun at nævnes den vigtige afhandling Om Zendsprogets og Zendavestas Ælde og Ægthed (skrevet 1823 som en omarbejdelse af den i Madras affattede engelske afhandling; trykt 1826 i Skandinavisk Litteratur Selskabs Skrifter, samme år oversat til tysk af von den Hagen), hvori han bl.a. også giver nogle epokegørende bidrag til tydningen af de persiske kileindskrifter, og måske hans sidste lille arbejde om hvislelydenes system, særlig i georgisk, armensk og samisk, hvilket udkom som program til universitetets reformationsfest 1832.
Af forberedt arbejder, som han ikke nåede at udarbejde, kan nævnes en sammenlignende oversigt over de "malabariske" sprog og en undersøgelse af det samiske og øvrige finske sprogs slægtskab. Et dansk etymologicum, som han havde tilbudt Videnskabernes Selskab at udarbejde, blev heller ikke til noget, og hans samlinger hertil er senere forsvundne.
Rask udsendte i denne periode af sit liv grammatikker i en række forskellige sprog, således foruden den spanske navnlig en frisisk (1825), italiensk (1827), dansk (på engelsk, 1830, oversat til dansk og udgivet 1837), samisk og engelsk (1832). Men først og fremmest var det nu atter de nordiske sprog, der optog ham; han fortolkede f.eks. runeindskrifter, og som den første formand for Det kongelige Nordiske Oldskriftselskab (1825-27) ofrede han en stor arbejdsindsats på dette og skrev bl.a. selv teksten til adskillige bind af Fornmanna sögur, hvad der i høj grad svækkede både hans syn og helbred. Hans sidste fortræffelige arbejder på dette område er en senere flere gange genudgivet Kortfattet Vejledning til det oldnordiske eller gamle islandske Sprog, i hvis fortale han tager afsked med dette ham "i lang Tid så kære Studium", og en Oldnordisk Læsebog (begge 1832).

## Kampen for en ny retskrivning, modgang og sygdom
Hvad der dog mest af alt lagde beslag på hans tid og interesser, var kampen for hans fonetiske retskrivning, hvis begrundelse han har givet i sit største arbejde, Forsøg til en videnskabelig dansk Retskrivningslære (1826). Dette var for ham en hjertesag, og han førte kampen med en iver og hårdnakkethed, som de fleste vistnok ville finde havde været en større sag og en mindre mand værdig, og hvis følger alle ville være enige om at beklage. Da han intet ville offentliggøre uden med sin egen retskrivning, lukkedes der efterhånden forskellige veje for ham, hvor man ikke mente at kunne gå ind herpå. Kampen for en ny retskrivning vandt yderst få tilhængere og skaffede Rask mange modstandere, virkelige eller indbildte, og han høstede desuden ligefrem spot.
Alt dette drog ham ikke blot bort fra vigtigere arbejder, men gjorde ham bitter og virkede både legemlig og åndelig nedbrydende på ham. Dette forøgedes yderligere ved anden modgang, som en efter kort tids forløb atter opløst forlovelse med en datter af professor Nyerup (hos hvem han efter sin hjemkomst fra den store rejse boede, vistnok indtil Nyerups død i 1829) og en polemik fra islandsk side, der førte til et brud med det af Rask selv i 1816 stiftede "Islandske Litteraturselskab", hvis formand han hidtil havde været. Følgen heraf blev, at der til en tiltagende brystsygdom sluttede sig egentlig sindssyge (forfølgelsesvanvid), der, ligesom under rejsen i Indien, til tider formørkede hans klare ånd og gjorde hans sidste ensomme år endnu tungere. Først i hans sidste levetid vendte atter ro og mildhed tilbage i hans sind, men hans kræfter var nu udtømte, og 14. november 1832 døde han.
I dødsåret blev udgivet Ræsonneret lappisk Sproglære.

## Eftermæle
På hans grav på Assistens Kirkegård rejste venner senere et meget karakteristisk gravmæle. Den trykte Beretning om gravmælet er ledsaget af et, senere ofte gentaget, portræt af Rask, som er udført efter hans død på grundlag af et ældre portræt, der er vedføjet Stockholmerudgaven af den Ældre Edda. Ingen af dem skal være rigtig vellignende.
En anden mindesten for ham rejstes i hans fødeby Brændekilde på hundredårsdagen for hans fødsel. Hans efterladte egenhændige håndskrifter og de orientalske manuskripter, han havde efterladt sig foruden de ovenfor omtalte, blev afgivet til Det Kongelige Bibliotek. Af hans efterladte brevveksling er senere en stor del kommet til universitetsbiblioteket.
Hans yngre halvbroder Hans Kristian Rask (født 1805, fra 1841 sognepræst i Nidløse og fra 1852 i Viskinge, død 1875), hvis akademiske uddannelse Rask havde taget sig faderlig af, udgav 1834-38 hans Samlede, til Dels forhen utrykte Afhandlinger (3 bind). Som indledning til første bind har Rasks skolekammerat, kollega og ven N.M. Petersen givet en udførlig biografi af ham.
Rask var en sjælden udpræget sproglig begavelse. Med en glimrende hukommelse forbandt han en klar og skarp tænkning, en fin iagttagelsesevne og en samvittighedsfuld nøjagtighed i alle enkeltheder. Hans svaghed lå på den ene side i hans store spredthed, på den anden side i en vis doktrinær ensidighed i interesser og i sprogbetragtning og i den stædighed, hvormed han holdt fast ved de synsmåder, han en gang havde dannet sig. Det var en stor mængde sprog, Rask efterhånden havde syslet med; N.M. Petersen angiver temmelig vilkårligt tallet til 55. Men man ville tage meget fejl, hvis man troede, at han virkelig beherskede eller i og for sig lagde nogen vægt på at beherske alle disse sprog. Han står over for sprogene, i det enkelte og i det store, som den systematiserende naturforsker over for naturgenstandenes mangfoldighed; det, der interesserer ham, er at finde systemet og tilvejebringe orden i mangfoldigheden, og selv om vi herved kunne finde meget hos ham vilkårligt og uholdbart, må vi dog langt oftere beundre, hvor vidt han med sit geniale blik har kunnet nå, ofte med et meget begrænset materiale og uden forgængere.
Inden for det enkelte sprog er det ham om at gøre at udfinde og gennemføre det system, den ordning navnlig af bøjningsmåder og former, der tilfredsstiller ham som den naturlige og logiske (således f.eks. at han altid går fra det simplere til det kunstigere), og når han efterhånden udarbejder alle sine grammatikker (hovedsageligt formlærer) for en række forskellige sprog, da er hensynet hertil mere eller mindre et hovedformål derved. Det er den samme stræben efter orden og system, der fører ham ind på hans retskrivningsreformer og på hans metoder til en fast omskrivning af fremmede alfabeter med latinske bogstaver. Når hans danske retskrivning, dels på grund af de stærke afvigelser fra det tilvante, dels også på grund af visse ubestridelige doktrinære særheder, ikke kunne vinde tilhængere, må det dog ikke glemmes, at han derved har lagt grunden til den senere udvikling af vor retskrivning. Større held havde han med hensyn til islandsk, hvis retskrivning han ordnede således, som den med få undtagelser bruges endnu.
Idet han gik uden for det enkelte sprog, førtes han atter til at sammenligne de forskellige sprog for at bestemme deres indbyrdes forhold og anvise dem deres plads i større systemer. På dette område betegnede hans forskning et stort og gennemgribende fremskridt. Dette viser sig allerede i det grundprincip, han hævder i sit prisskrift, at det ved sprogsammenligning langt mere kommer an på den grammatiske bygning end på ordforrådet. Vel er han ingenlunde den første, der udtaler dette; men han er den første til at gennemføre det på den måde og i det omfang, hvori han gør det, om end grundlæggeren af den sammenlignende sprogvidenskab i Tyskland, Franz Bopp, omtrent samtidig anvender det samme princip. I prisskriftet har han, med islandsk som udgangspunkt, bestemt dette sprogs forhold til de beslægtede sprog i Europa, idet han i græsk ser det sprog, der må træde i stedet for det tabte ældste sprogtrin. Her får også f.eks. de baltiske sprog litauisk og lettisk for første gang anvist deres rette plads i systemet. Efterhånden som på den store rejse hans blik udvides, fremtræder inddelingen af hele vor sprogstamme (han kalder den en tid den "sarmatiske", fra omtrent 1821 den "japetiske") med en klarhed og fuldstændighed som næppe ellers hos nogen sprogforsker på den tid. Gå vi uden for vor sprogstamme, må blandt de sprog, af hvis videnskabelige og sammenlignende behandling han har grundlæggende fortjeneste, særlig fremhæves de finske.
Det er en selvfølge, at påvisningen af sprogenes slægtskab kun er mulig på grundlag af en undersøgelse af deres ligheder og uligheder og, så vidt muligt, en forklaring af, hvorpå disse beror. Her træffe vi i enkeltheder mange nye, fine og epokegørende iagttagelser, jævnsides med mange særheder, der forbavser os. Overhovedet er hele den historiske side af sprogudviklingen, der har fået en så overordentlig betydning i sprogvidenskabens senere udvikling, det, hvori Rask mindst er nået til nogen klar og sikker metode, og som i sig selv synes at have interesseret ham mindre, i alt fald så snart han kom uden for sådanne historisk begrænsede områder som særlig de nordiske sprog (f.eks. den for sin tid lærerige afhandling Den danske Grammatiks Endelser og Former af det islandske Sprog forklarede, 1820).
De nordiske sprog stod hele livet igennem hans hjerte nærmest, og ligesom de, og særlig islandsk, stedse var det centrale i al hans forskning, således er også hans største fortjenester knyttede til dem; thi ham er det, der har skabt den nordiske sprogvidenskab og grundlagt studiet af oldnordisk og islandsk, to begreber, som han i størstedelen af sit liv anså for i al væsentlighed identiske; først i hans sidste år blev det ham efterhånden klart, at de dog ikke uden videre kunne identificeres. Ikke meget ringere er den betydning, han har haft for studiet af angelsaksisk. Det er da også de om disse sprog grupperede arbejder, der fortrinsvis have sat deres spor i den universelle videnskab, om end fra først af ganske vist kun indirekte gennem den indflydelse, de havde på den tyske sprogforsker Jacob Grimm, og som særlig træder frem i anden udgave af dennes Deutsche Grammatik (1822). Når Rasks arbejder ikke umiddelbart fik den betydning for videnskabens udvikling, som mange af dem for deres tid fortjente, skyldes det delvis, at han altid skrev dem på dansk, med undtagelse af nogle ganske enkelte, for udlandet beregnede lejlighedsskrifter. Men det må da heller ikke glemmes, at dette, ligesom f.eks. hans ihærdige bestræbelser for indførelsen af danske kunstord i grammatikken, er et udslag af den dybe kærlighed til fædrelandet, som prægede hele hans liv, og som har fundet sit udtryk i de ofte gentagne ord, hvormed han skal have afslået kaldelsen fra Edinburgh, og som - ved siden af indskrifter med runer, på sanskrit og arabisk, i efterligning af hans håndskrift - står på hans gravmæle: "Vort Fædreneland skylder man alt, hvad man kan udrette".
Rasmus Rask er hovedpersonen i Hanne Marie Svendsens roman Rudimenter af R (2009).